# Susan Moody
Susan Moody, eigentlich Susan Elizabeth Horwood (* 1940 in Oxford), ist eine britische Schriftstellerin. Weitere Pseudonyme sind Susannah James und Susan Madison.

## Leben
Moody verbrachte ihre Kindheit und Jugend in Oxford. Nach dem Studium in ihrer Heimatstadt ging sie für einige Zeit nach Frankreich, wo sie ihren ersten Ehemann kennenlernte. Mit ihm ging sie wenig später in die USA und ließ sich in Tennessee nieder. Nach ungefähr zehn Jahren kehrte sie nach England zurück und ließ sich wieder in Oxford nieder.
1983 konnte Moody mit ihrem Roman A distant store erfolgreich debütieren und ihn unter dem Pseudonym „Susannah James“ veröffentlichen. Sie wurde Mitglied der Crime Writers’ Association (CWA) und leitete diese Vereinigung auch einige Zeit als Vorsitzende (Chairman). Später vertrat sie die CWA auch in der International Association of Crime Writers und wurde u. a. auf Empfehlung von H. R. F. Keating in den Detection Club aufgenommen.
Um 2000 machte Moody in Oxford die Bekanntschaft von Prof. John Dalgleish Donaldson (* 1941) und heiratete ihn am 5. September 2001. Damit wurde sie die Stiefmutter von James Alison (* 1965), Patricia Anne (* 1968) John Stuart (* 1970) und Mary Elizabeth (* 1972).

## Rezeption
Bekannt wurde Moody durch ihre Protagonistin „Penny Wanamake“, eine Privatdetektivin und Tochter eines UN-Botschafters. Nach sieben Bänden gab sie diese Reihe auf und erfand „Cassandra Swann“, eine professionelle Bridge-Spielerin. Der Cassie-Swann-Zyklus brachte es zwischen 1993 und 1998 auf sechs Bände. Neben diesen beiden Krimi-Reihen konnte Moody erfolgreich weitere Romane publizieren und viele Kurzgeschichten in Anthologien veröffentlichen.

## Werke (Auswahl)

### Als Autorin
Penny-Wanamake-Zyklus
1. Penny Black. Poisoned Penn Press, Scottsdale, Az 1984, ISBN 1-890208-01-9.
2. Penny Dreadful. Macmillan, London 1984.
3. Penny Post. Macmillan, London 1985.
4. Penny Royal. Futura Publ., London 1988.
5. Penny Wise. Futura Publ., London 1988.
6. Penny Pinching. Penguin Books, Harmondsworth 1990, ISBN 0-14-011201-4.
7. Penny Saving. Ulverscroft, Leicester 1993 (EA London 1990)

Cassie-Swann-Zyklus
1. Takeout double. London 1993.[1]
Deutsch: Cassie Swann teilt aus. Heyne, München 1995, ISBN 3-453-08255-9 (übersetzt von Ingrid Rothmann).
2. Grand Slam. London 1994.
Deutsch: Cassie Swann trumpft auf. Heyne, München 1995, ISBN 3-453-08935-9 (übersetzt von Ingrid Rothmann).
3. King of hearts. London 1995.
Deutsch: Herzkönig. Heyne, München 1997, ISBN 3-453-11668-2 (übersetzt von Ingrid Rothmann).
4. Doubled in spades. 1996.
5. Sacrifice bid. 1997.
6. Dummy hand. 1998.

Standalones
- Playing with fire. Coronet, London 1994, ISBN 0-340-60074-8.[2]
- House of moons. Hodder & Stoughton, London 1993.
- Misselthwaite. Hodder & Stoughton, London 1995 (eine Fortsetzung von Frances Hodgson Burnetts Roman The secret garden)[3]
- Falling angel. Hodder & Stoughton, London 1998.
  - Deutsch: Die Malerin. Heyne, München 1999, ISBN 3-453-15223-9 (übersetzt von Ingrid Rothmann).
- The colour of hope. Corgi, London 2001.
  - Deutsch: Die Farbe der Hoffnung. Goldmann, München 2003, ISBN 3-442-45394-1 (übersetzt von Regina Rawlinson)
- Touching the sky. Magna Books, London 2003.
  - Deutsch: Die Liebesgabe. Goldmann, München 2004, ISBN 3-442-45729-7 (übersetzt von Regina Rawlinson)
- Dancing in the sky. Severn House Publ., Sutton 2015, ISBN 978-1-84751-571-1.
- Losing Nicola. Severn House Publ., Sutton 2018, ISBN 978-1-78010-334-1.

### Als Herausgeberin
- Hatchards Crime Companio. The top 100 crime novels of all time. Hatchards, London 1990, ISBN 0-904030-02-4.